# Монтрёй-Белле (замок)
Монтрёй-Белле  (фр. Château de Montreuil-Bellay) — средневековый замок.
Расположен во Франции, в долине Луары, в коммуне Монтрёй-Белле, являющейся частью департамента Мен и Луара. Замок стоит на холме над рекой Туэ.

## История
Построен в XI веке Фульком III Неррой, графом Анжу. Фульк Нерра уступил замок своему вассалу Дю Белле, в честь которого замок и стал называться. В 1148 году подвергся длительной осаде, продолжавшейся три года, и был частично разрушен. Подземные галереи позволяли в древности иметь сообщение с фортом Ла Мот-Бурбон.
В XIV веке замок был существенно расширен путём пристройки 13 оборонительных башен, а также увеличения длины крепостной стены, достигшей 650 метров. Главный вход в замок был практически неприступен, имелся  барбакан и подъёмный мост, к тому же, вход был окружён двумя массивными круглыми башнями.
В XV веке замок Монтрёй-Белле был перестроен в стиле эпохи Возрождения. Обновлённый замок получил название «Château-Neuf» — «новый замок» и увеличился в размерах, появились новые залы.

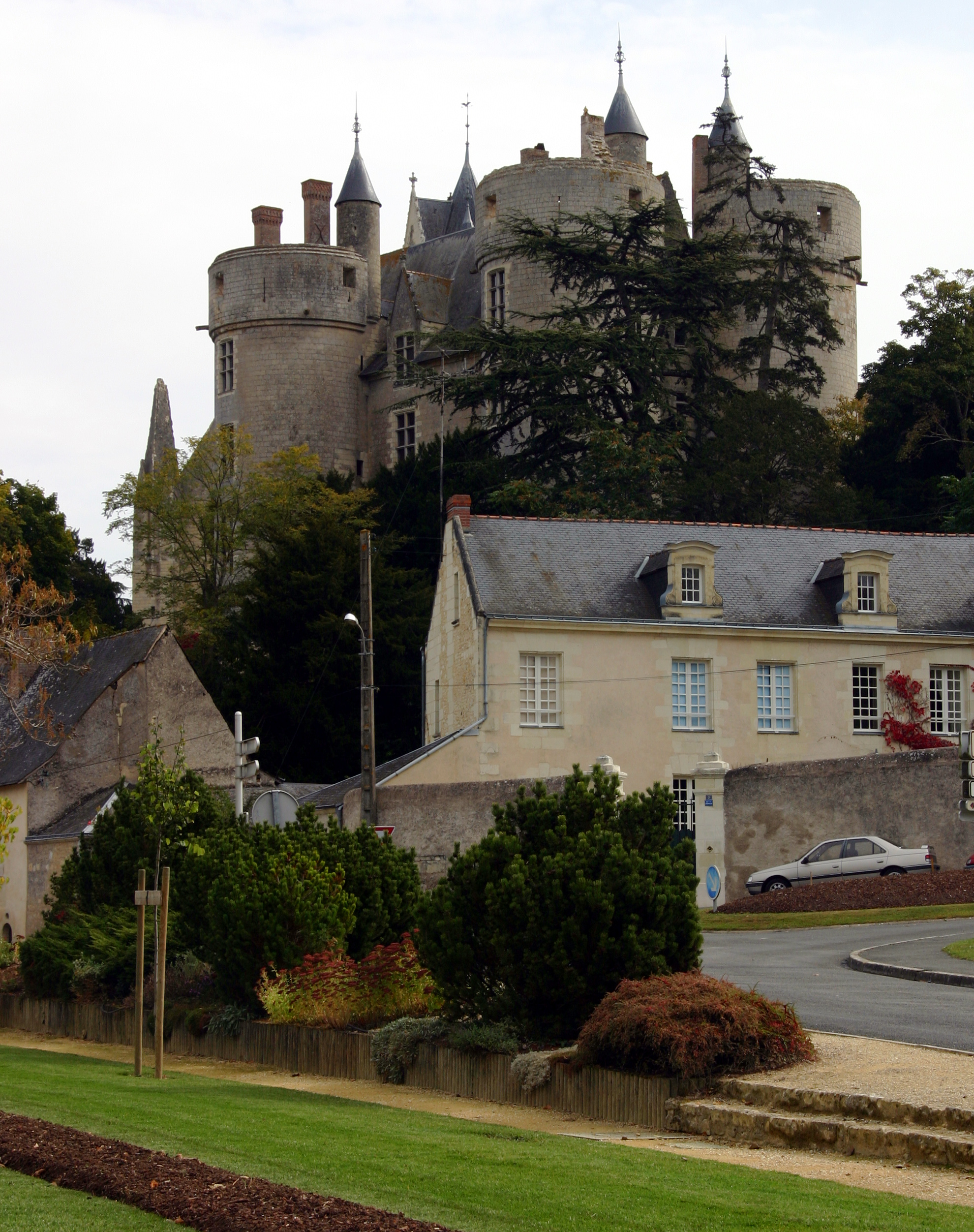
Вид на замок Монтрёй-Белле (2008)

В результате Гугенотских войн середины XVI века городок Монтрёй-Белле был сожжён и разорён, но сам замок устоял, снабжая оружием и припасами войска как католиков, так и протестантов.
Во время Великой Французской революции, замок был захвачен революционерами и переоборудован в тюрьму для женщин, сторонниц королевской власти.
В годы Первой мировой войны замок служил госпиталем.
18 июня 1979 года замок Монтрёй-Белле вошёл в состав памятников культуры и искусства Франции. Сейчас в нём находится музей, для посещения открыто здание XV века, так называемый «Château-Neuf». В часовне XV века особо интересным экспонатом является фреска с изображением Распятия, автором её считается ученик Леонардо да Винчи. В прекрасном состоянии сохранились средневековые кухни, выполненные в стиле пламенеющей готики сходно с кухнями в знаменитом аббатстве Фонтевро. Сейчас здесь проводится дегустация местных вин.

## Некоторые владельцы
- Фульк III Анжуйский (или Фульк III Нерра) — граф Анжуйский,  XI век
- Жиро Белле,  XI век
- Гийом де Мелон-Танкарвилль,  XIV век
- Генрих II Орлеанский, герцог де Лонгвиль, XVI век